# FK Ruch Lviv
FK Ruch Lviv, före detta FK Ruch Vynnyky, är en fotbollsklubb som bildades i Lviv i Ukraina 2003. Klubben spelar i Premjer-liha – den ukrainska ligans högsta division. 

## Historia
FK Ruch Lviv grundades 2003 av Myron Markevytj under namnet FK Ruch Vynnyky. 2011 Började man spela på Stif stadion som var en nyrenoverad fotbollsarena renoverad för Europamästerskapet i fotboll 2012. 
FK Ruch Vynnyky bytte namn till FK Ruch Lviv 2019 när de skulle storsatsa för att säkra avancemang till den ukrainska ligans högstadivision. FK Ruch Lviv har spelat i de lägre divisionerna under dess tid som professionell fotbollsklubb till dess avancemang till den Ukrainska ligans högsta division år 2020. 

## Placering tidigare säsonger
| Säsong  | Nivå | Liga         | Placering | Referens | Notering                           |
| ------- | ---- | ------------ | --------- | -------- | ---------------------------------- |
| 2016/17 | 3    | Druha liha   | 2         | [ 1 ]    |                                    |
| 2017/18 | 2    | Persja liha  | 7         | [ 2 ]    |                                    |
| 2018/19 | 2    | Persja liha  | 11        | [ 3 ]    |                                    |
| 2019/20 | 2    | Persja liha  | 2         | [ 2 ]    |                                    |
| 2020/21 | 1    | Premjer-liha | 10        | [ 4 ]    |                                    |
| 2021/22 | 1    | Premjer-liha | x         | [ 5 ]    | Rysslands invasion av Ukraina 2022 |
| 2022/23 | 1    | Premjer-liha | 11        |          |                                    |